# Tragulus
Tragulus (česky kančil, toto jméno je používáno pro více rodů) je rod sudokopytníků, jeden z rodů z čeledi kančilovití (Tragulidae). Jméno Tragulus vychází ze starořeckého „τράγος” (tragos) znamenající „kozel” a latinské zdrobněliny -ulus znamenající „malý”. S hmotností 0,7 až 8,0 kg a délkou 40 až 75 cm patří kančilové rodu Tragulus mezi nejmenší kopytníky na světě, třebaže menší mohou být africké antilopky rodu Neotragus a Nesotragus.
Vyskytují se v jihovýchodní Asii, od jižní Číny po Filipíny a Jávu. Jsou aktivní hlavně v noci a živí se listy, ovocem, trávou a další vegetací, kterou vyhledávají v hustém lesním podrostu. Žijí samotářsky anebo v párech, samci mají protáhlé špičáky. Ty nahrazují rohy nebo parohy, které se u kančilů neobjevují. Informace o jednotlivých druzích jsou však i následkem nedávných (2004) taxonomických revizí špatně známy.

## Taxonomie
Tradičně byly uznávány pouze dva druhy v rodu Tragulus: relativně velký Tragulus napu a menší Tragulus javanicus. Po přezkumu v roce 2004 byly od T. napu odděleny samostatné druhy Tragulus nigricans a Tragulus versicolor a od T. javanicus byly odděleny samostatné druhy Tragulus kanchil a Tragulus williamsoni. Na základě těchto taxonomických změn mají T. kanchil a T. napu největší areál rozšíření, zatímco areál výskytu ostatních druhů je mnohem menší. Nicméně určitá nejistota ohledně přesných distribučních limitů různých druhů v Indočíně zůstává.
Žijící druhy:
- kančil jávský (Tragulus javanicus)
- kančil menší (Tragulus kanchil)
- kančil větší (Tragulus napu)
- kančil balabacký (Tragulus nigricans)
- kančil stříbrohřbetý (Tragulus versicolor)
- kančil Williamsonův (Tragulus williamsoni)